# Eš
Eš (en allemand : Esche) est une commune du district de Pelhřimov, dans la région de Vysočina, en République tchèque. Sa population s'élevait à 65 habitants en 2020.

## Géographie
Eš se trouve à 5 km au sud de Pacov, à 17 km à l'ouest de Pelhřimov, à 43 km à l'ouest-nord-ouest de Jihlava et à 83 km au sud-est de Prague.
La commune est limitée par Pacov au nord, par Důl à l'est, par Kámen à l'est et au sud, par Věžná au sud et par Obrataň à l'ouest.

## Histoire
La première mention écrite de la localité date de 1415.

## Transports
Par la route, Eš se trouve à 5 km de Pacov, à 19 km de Pelhřimov, à 50 km de Jihlava à 108 km de Prague.